# Johann Adam Ackermann
Johann Adam Ackermann (Magonza, 1780 – Francoforte sul Meno, 27 marzo 1853) è stato un pittore tedesco.

## Biografia
Era fratello maggiore del pittore Georges Friedrich Ackermann. Dopo la formazione a Magonza, si trasferì a Parigi. Ammesso come collaboratore nello studio di Jacques-Louis David, nel 1804 tornò a Magonza. Fu pittore di paesaggi, soprattutto invernali.